# Правильний 65537-кутник
| Правильний 65537-кутник    | Правильний 65537-кутник |
| -------------------------- | --- |
|                            | |
| Тип                        | Правильний багатокутник |
| Властивості                | Опуклий, рівносторонній, ізогональний (вершинно-транзитивний), ізотоксальний (реберно-транзитивний), конциклічний (вписаний в коло) |
|                            | |
| Елементи                   | 65537 ребер 65537 вершин |
| Позначення                 | |
| Символ Шлефлі              | {65537} |
| Діаграма Коксетера-Динкіна | або (x 65537 o) |
| Група симетрії             | D65537 , порядок 2×65537 (Діедрична група)                                                                                          |
| Двоїстий                   | Самодвоїстий |

Правильний 65537-кутник (шістдесяти́п'яти́ти́сячп'ятсо́ттридцяти́семи́ку́тник) — геометрична фігура з групи правильних многокутників, що має 65 537 рівних сторін і кутів.
Внаслідок малості центрального кута у графічному зображенні в осяжних маштабах правильний 65537-кутник візуально майже не відрізняється від кола.
Різниця між довжиною описаного навколо правильного 65537-кутника кола та його периметром сягає близько 25·10−6 одиниць довжини.

## Пропорції

### Кути
Центральний кут рівний   {\displaystyle {\frac {360^{\circ }}{65537}}\approx 0^{\circ }0'19{,}8''\approx 0{,}0055^{\circ }}.
Внутрішній кут рівний   {\displaystyle {\frac {(65537-2)}{65537}}\cdot 180^{\circ }\approx 179^{\circ }59'40{,}2''=179{,}9945^{\circ }=180^{\circ }-0{,}0055^{\circ }}.

### Площа
Площа правильного 65537-кутника з довжиною сторони {\displaystyle a} : {\displaystyle S={\frac {65537}{4}}\cdot \mathop {\mathrm {ctg} } \left({\frac {\pi }{65537}}\right)\cdot a^{2}\approx 341793067.9843\cdot a^{2}}

### Наочне уявлення
Деякі цікаві факти про цей багатокутник для ілюстрації його пропорцій:
- Відхилення центрального кута від 0°, а також відхилення внутрішнього кута від 180° складають всього лише приблизно 0,005°. Якщо жорстку жердину (таку, яка не піддається деформаціям під дією сили тяжіння) довжиною приблизно 104,305 метри, яка лежить на ідеально рівній поверхні припідняти за один кінець тільки на один сантиметр, то вона утворить з поверхнею приблизно цей кут.

- Якщо побудувати 65537-кутник з довжиною однієї сторони 1 см, діаметр описаного навколо нього кола буде більшим за 200 м (208,61075 метрів), при цьому найбільша діагональ багатокутника буде приблизно на 0,06 мкм коротшою.

- Якщо побудувати 65537-кутник з довжиною однієї сторони 1 м, то різниця між радіусами його вписаного й описаного кіл, кожен з яких буде близько 10 430,5375 м, складе всього лише близько 0,024 мм.
- Якщо побудувати 65537-кутник діаметром 20 см, довжина однієї його сторони виявиться меншою від однієї десятої товщини найтоншої людської волосини.
- Якщо навколо ідеальної земної кулі описати 65537-кутник, то його сторони матимуть довжину приблизно 600 м; тоді його кути виступатимуть лише на 7,3 мм від земної поверхні, його вписаного кола.

## Побудова
Примітна особливість 65537-кутника — той факт, що його можливо побудувати, використовуючи тільки циркуль і лінійку.
Число 65537 — найбільше з відомих просте число Ферма:
{\displaystyle 65537=2^{2^{4}}+1}.
Карл Фрідріх Гаусс 1796 року довів, що правильний 17-кутник можна побудувати циркулем і лінійкою. Через п'ять років він розвинув теорію періодів Гаусса у своїх «Арифметичних дослідженнях». Ця теорія дала змогу йому сформулювати достатню умову можливості побудови правильних багатокутників: Правильний n-кутник можна побудувати за допомогою циркуля та лінійки, якщо коли n є степенем 2 або добутком степеня 2 на будь-яку кількість різних простих чисел Ферма.
Гаусс також заявив без доведення, що ця умова є також необхідною.
У 1836 році П. Ванцель довів, що інших правильних многокутників, які можна побудувати циркулем і лінійкою, не існує. Сьогодні це твердження відоме як теорема Гаусса — Ванцеля.
1894 року Іоган Густав Гермес після більш ніж десятирічних досліджень знайшов спосіб побудови правильного 65537-кутника та описав його в рукописі розміром понад 200 сторінок (оригінал рукопису зберігається у бібліотеці Геттінгенський університет).
З цього приводу Джон Літлвуд пожартував: «Один нав'язливий аспірант дістав свого керівника, і той сказав йому: — Йдіть-но і розробіть спосіб побудови правильного 65537-кутника! Аспірант пішов і повернувся тільки через 20 років».

Перші етапи побудови правильного 65357-кутника за допомогою кіл Карлайла

Інший метод передбачає використання щонайбільше 1332 кіл Карлайла. Цей метод стикається з практичними проблемами, оскільки одне з цих кіл Карлайла розв'язує квадратне рівняння x2 + x − 16384 = 0 (16384 = 214).